# 富士やま
富士やま（ふじやま、8月29日 - ）は、日本の漫画家・イラストレーター・同人作家。女性。
主にワニマガジン社の成人向け漫画雑誌等で活動する他、同人サークル「TOZAN:BU」を主宰している。

## 作品リスト

### 単行本
1. 『ないしょごと』[2] 2017年3月10日初版発行（2017年2月17日発売[3]）、ワニマガジン社〈ワニマガジンコミックススペシャル〉、ISBN 978-4-86269-476-8
  - つながりぷりんせす！（COMIC快楽天BEAST 2015年10月号）
  - 迷い猫 （COMIC X-EROS #48〈COMIC快楽天 2016年12月号増刊〉）
  - 色恋桜 （COMIC X-EROS #44〈COMIC快楽天 2016年8月号増刊〉）
  - カーテンコール （COMIC快楽天BEAST 2015年3月号）
  - 君が思うより もっと （COMIC X-EROS #41〈COMIC快楽天 2016年5月号増刊〉）
  - ちゃれんじH （COMIC快楽天XTC vol.5〈COMIC快楽天BEAST 2015年7月号増刊〉）
  - はだいろキャンバス （COMIC快楽天XTC vol.6〈COMIC快楽天BEAST 2016年3月号増刊〉）
  - 雨ロケ （COMIC快楽天XTC vol.3〈Yah!Hip&Lip 2014年5月号増刊〉）
  - 教えて♥せんせい （COMIC快楽天 2013年11月号）
  - SHOWER! （COMIC快楽天 2014年12月号）
  - 妹夏 （COMIC快楽天XTC vol.4〈Yah!Hip&Lip 2014年8月号増刊〉）

### 単行本未収録作品
- おいでピカロ （COMIC X-EROS #54〈COMIC快楽天 2017年6月号増刊〉）
- ベビー&マミー （COMIC X-EROS #62）
- 楽園 （COMIC X-EROS #68）
- プレイメイト （COMIC X-EROS #75）
- 精食主義 （COMIC X-EROS #81）

### 表紙イラスト
- COMIC X-EROS （#54, #65, #72）

## 主な掲載誌
- COMIC快楽天BEAST
- COMIC快楽天XTC
- COMIC X-EROS